# 伊藤久雄
伊藤　久雄（いとう　ひさお、1958年3月3日 - ）は大分県出身の日本の柔道家。95kg超級の選手。現役時代は身長178cm。体重113kg。

## 経歴
京都産業大学時代には世界選手権の78kg級で4連覇を達成することになる藤猪省三などの指導を受けると、3年の時には優勝大会ではチーム初となる3位に押し上げる原動力となった。4年の時にも優勝大会で活躍して3位となった。1980年に滋賀県警の所属となると、講道館杯の95kg超級決勝で福岡県警の百田秀明に敗れて2位だった。1981年から2年続けて体重別で3位になった。また、日本国際柔道大会では無差別で3位に入った。全国警察柔道選手権大会の無差別ではこの年から5回も優勝を成し遂げた。その内の4回は決勝で大阪府警の元谷金次郎を破ってのものだった。1982年のフランス国際では3位だった。1983年の環太平洋柔道選手権大会では優勝を果たした。1984年のフランス国際では2位にとどまったものの、アジア柔道選手権では優勝を飾った。さらに、体重別でも決勝で秋田経済法科大学の渡辺浩稔を破って優勝を果たした。1985年の体重別では3位だった。なお、全日本選手権には7回出場を果たした。

## 主な戦績
- 1978年 -　優勝大会　3位
- 1979年 -　優勝大会　3位
- 1980年 -　講道館杯　2位
- 1981年 -　体重別　3位
- 1981年 -　全国警察柔道選手権大会　優勝
- 1981年 -　日本国際柔道大会　3位
- 1982年 -  フランス国際　3位
- 1982年 -　体重別　3位
- 1982年 -　全国警察柔道選手権大会　優勝
- 1983年 -  環太平洋柔道選手権大会　優勝
- 1984年 -  フランス国際　2位
- 1984年　- アジア柔道選手権　優勝
- 1984年 -　体重別　優勝
- 1984年 -　全国警察柔道選手権大会　優勝
- 1985年 -　体重別　3位
- 1985年 -　全国警察柔道選手権大会　優勝
- 1986年 -　全国警察柔道選手権大会　優勝

(出典、JudoInside.com)。